# Tour de Catalogne 1953
Le Tour de Catalogne 1953 est la 33e édition du Tour de Catalogne, une course cycliste par étapes en Espagne. L’épreuve se déroule sur 10 étapes entre le 7 et le 13 septembre 1953, sur un total de 1 444 km. Le vainqueur final est l'Espagnol Salvador Botella, devant ses compatriotes Francisco Masip et José Serra Gil.
Cette édition reprend le schéma de l'année précédente avec dix étapes, dont une d'elles divisée en deux secteurs. La cinquième étape est disputée sous la forme d'un contre-la-montre individuel. Des bonifications sont attribuées aux trois premiers de chaque étape et des cols de montagne.
La course est très disputée en ce qui concerne le classement général. Lors des quatre premières étapes, le leader du classement général change tous les jours. À l'issue de la troisième étape, Francisco Alomar mène la course avec près de 8 minutes d'avance sur le deuxième, mais le lendemain, avec l'arrivée à Andorra la Vella, c'est Salvador Botella qui possède à son tour plus de 5 minutes d'avance sur le second. Botella conserve de l'avance jusqu'à la huitième étape, considérée comme l'étape reine. L'Italien Donato Zampini s'impose à Berga avec près de sept minutes d'avance sur les premiers poursuivants immédiats. Il entame la dernière étape avec environ une minute et trente secondes d'avance sur Botella. La dernière étape sur le circuit de Montjuic permet à l'Espagnol de reprendre le leadership et de remporter la victoire finale.

## Étapes
| Étape | Date         | Parcours                            | km    | Vainqueur d’étape      | Leader du classement général |
| ----- | ------------ | ----------------------------------- | ----- | ---------------------- | ---------------------------- |
| 1e    | 6 septembre  | Montjuïc - Montjuïc                 | 46,0  | Miguel Poblet (ESP)    | Miguel Poblet (ESP)          |
| 2e    | 6 septembre  | Sant Adrià de Besòs - Girona        | 92,0  | Adolfo Grosso (ITA)    | Adolfo Grosso (ITA)          |
| 3e    | 7 septembre  | Girona - Granollers                 | 186,0 | Francisco Alomar (ESP) | Francisco Alomar (ESP)       |
| 4e    | 8 septembre  | Granollers - Andorra la Vella (AND) | 247,0 | Salvador Botella (ESP) | Salvador Botella (ESP)       |
| 5eA   | 9 septembre  | Andorra la Vella (AND) - Organyà    | 43,0  | Salvador Jarque (ESP)  | Salvador Botella (ESP)       |
| 5eB   | 9 septembre  | Organyà - Agramunt (clm)            | 54,0  | José Serra Gil (ESP)   | Salvador Botella (ESP)       |
| 6e    | 9 septembre  | Agramunt - Lleida                   | 60,0  | Carmelo Morales (ESP)  | Salvador Botella (ESP)       |
| 7e    | 10 septembre | Lleida - Tortosa                    | 188,0 | Jaime Montaña (ESP)    | Salvador Botella (ESP)       |
| 8e    | 11 septembre | Tortosa - Tarragone                 | 100,0 | Miguel Poblet (ESP)    | Salvador Botella (ESP)       |
| 9e    | 12 septembre | Tarragone - Berga                   | 258,0 | Donato Zampini (ITA)   | Donato Zampini (ITA)         |
| 10e   | 13 septembre | Berga - Barcelone                   | 170,0 | Marcel Janssens (BEL)  | Salvador Botella (ESP)       |

### Étape 1. Barcelone - Barcelone. 46,0 km
|   | Cycliste         | Équipe                 | Temps           |
| - | ---------------- | ---------------------- | --------------- |
| 1 | Miguel Poblet    | Catalunya-Cacaolat     | 1 h 11 min 55 s |
| 2 | Salvador Botella | València-Conyac Lustau | m.t.            |
| 3 | Manolo Rodríguez | Galícia-Astúries       | m.t.            |

|   | Cycliste         | Équipe                 | Temps           |
| - | ---------------- | ---------------------- | --------------- |
| 1 | Miguel Poblet    | Catalunya-Cacaolat     | 1 h 10 min 55 s |
| 2 | Salvador Botella | València-Conyac Lustau | + 20 s          |
| 3 | Francisco Masip  | Barcelone              | m.t.            |

### Étape 2. Barcelone - Girona. 92,0 km
|   | Cycliste        | Équipe        | Temps           |
| - | --------------- | ------------- | --------------- |
| 1 | Adolfo Grosso   | Italie-Gaggia | 1 h 39 min 30 s |
| 2 | Donato Zampini  | Italie-Gaggia | m.t.            |
| 3 | Marcel Janssens | Belgique      | m.t.            |

|   | Cycliste            | Équipe        | Temps           |
| - | ------------------- | ------------- | --------------- |
| 1 | Adolfo Grosso       | Italie-Gaggia | 3 h 35 min 45 s |
| 2 | Marcel Janssens     | Belgique      | + 1 min 09 s    |
| 3 | Federico Bahamontes | Castella      | + 1 min 99 s    |

### Étape 3. Girona - Granollers. 186,0 km
|   | Cycliste         | Équipe                | Temps           |
| - | ---------------- | --------------------- | --------------- |
| 1 | Francisco Alomar | Palma-Riera Marsà     | 5 h 39 min 08 s |
| 2 | Antonio Castell  | Balears-Conyac Decano | + 4 min 07 s    |
| 3 | Hans Preiskeit   | Alemanya-Mutua        | + 10 min 45 s   |

|   | Cycliste            | Équipe            | Temps           |
| - | ------------------- | ----------------- | --------------- |
| 1 | Francisco Alomar    | Palma-Riera Marsà | 9 h 18 min 12 s |
| 2 | Marcel Janssens     | Belgique          | + 8 min 45 s    |
| 3 | Federico Bahamontes | Castella          | + 8 min 55 s    |

### Étape 4. Granollers - Encamp. 247,0 km
|   | Cycliste          | Équipe                 | Temps           |
| - | ----------------- | ---------------------- | --------------- |
| 1 | Salvador Botella  | València-Conyac Lustau | 8 h 08 min 17 s |
| 2 | Jacques Schoubben | Belgique               | + 1 min 55 s    |
| 3 | Antonio Gelabert  | Balears-Conyac Decano  | + 3 min 37 s    |

|   | Cycliste          | Équipe                 | Temps            |
| - | ----------------- | ---------------------- | ---------------- |
| 1 | Salvador Botella  | València-Conyac Lustau | 17 h 36 min 24 s |
| 2 | Jacques Schoubben | Belgique               | + 4 min 40 s     |
| 3 | Francisco Masip   | Barcelone              | + 4 min 57 s     |

### Étape 5. (5A Encant-Organyà 43 km) et (5B Organyà-Agramunt 54 km)
|   | Cycliste             | Équipe                 | Temps           |
| - | -------------------- | ---------------------- | --------------- |
| 1 | Salvador Jarque      | València-Conyac Lustau | 1 h 08 min 55 s |
| 2 | Hortensio Vidaurreta | Aragó-Navarra          | + 1 s           |
| 3 | Senén Mesa           | Galícia-Astúries       | + 2 s           |

|   | Cycliste         | Équipe                 | Temps           |
| - | ---------------- | ---------------------- | --------------- |
| 1 | José Serra Gil   | Catalunya-Cacaolat     | 1 h 25 min 48 s |
| 2 | Francisco Masip  | Barcelone              | + 31 s          |
| 3 | Salvador Botella | València-Conyac Lustau | + 1 min 06 s    |

|   | Cycliste         | Équipe                 | Temps           |
| - | ---------------- | ---------------------- | --------------- |
| 1 | José Serra Gil   | Catalunya-Cacaolat     | 2 h 36 min 33 s |
| 2 | Francisco Masip  | Barcelone              | + 31 s          |
| 3 | Salvador Botella | València-Conyac Lustau | + 1 min 06 s    |

|   | Cycliste         | Équipe                 | Temps            |
| - | ---------------- | ---------------------- | ---------------- |
| 1 | Salvador Botella | València-Conyac Lustau | 20 h 13 min 43 s |
| 2 | José Serra Gil   | Catalunya-Cacaolat     | + 3 min 26 s     |
| 3 | Francisco Masip  | Barcelone              | + 4 min 02 s     |

### Étape 6. Agramunt - Lleida. 60,0 km
|   | Cycliste        | Équipe                 | Temps           |
| - | --------------- | ---------------------- | --------------- |
| 1 | Carmelo Morales | País Basc-Botes Cumbre | 1 h 32 min 58 s |
| 2 | Pedro Guzmán    | Castella               | m.t.            |
| 3 | Senén Mesa      | Galícia-Astúries       | + 2 s           |

|   | Cycliste         | Équipe                 | Temps            |
| - | ---------------- | ---------------------- | ---------------- |
| 1 | Salvador Botella | València-Conyac Lustau | 21 h 53 min 38 s |
| 2 | José Serra Gil   | Catalunya-Cacaolat     | + 3 min 26 s     |
| 3 | Francisco Masip  | Barcelone              | + 4 min 02 s     |

### Étape 7. Lleida - Tortosa. 188,0 km
|   | Cycliste          | Équipe            | Temps           |
| - | ----------------- | ----------------- | --------------- |
| 1 | Jaime Montaña     | Barcelone         | 5 h 35 min 35 s |
| 2 | Miguel Bover      | Palma-Riera Marsà | m.t.            |
| 3 | José Vidal Porcar | Barcelone         | m.t.            |

|   | Cycliste         | Équipe                 | Temps            |
| - | ---------------- | ---------------------- | ---------------- |
| 1 | Salvador Botella | València-Conyac Lustau | 27 h 29 min 13 s |
| 2 | José Serra Gil   | Catalunya-Cacaolat     | + 3 min 26 s     |
| 3 | Francisco Masip  | Barcelone              | + 4 min 02 s     |

### Étape 8. Tortosa - Tarragone. 100,0 km
|   | Cycliste          | Équipe             | Temps           |
| - | ----------------- | ------------------ | --------------- |
| 1 | Miguel Poblet     | Catalunya-Cacaolat | 2 h 46 min 03 s |
| 2 | José Vidal Porcar | Barcelone          | + 2 s           |
| 3 | Guido De Santi    | Italie-Gaggia      | + 5 s           |

|   | Cycliste         | Équipe                 | Temps            |
| - | ---------------- | ---------------------- | ---------------- |
| 1 | Salvador Botella | València-Conyac Lustau | 30 h 21 min 43 s |
| 2 | José Serra Gil   | Catalunya-Cacaolat     | + 3 min 26 s     |
| 3 | Francisco Masip  | Barcelone              | + 4 min 02 s     |

### Étape 9. Tarragone - Berga. 258,0 km
|   | Cycliste          | Équipe            | Temps           |
| - | ----------------- | ----------------- | --------------- |
| 1 | Donato Zampini    | Italie-Gaggia     | 7 h 37 min 40 s |
| 2 | Miguel Gual       | Palma-Riera Marsà | + 6 min 48 s    |
| 3 | Jacques Schoubben | Belgique          | m.t.            |

|   | Cycliste         | Équipe                 | Temps            |
| - | ---------------- | ---------------------- | ---------------- |
| 1 | Donato Zampini   | Italie-Gaggia          | 38 h 06 min 17 s |
| 2 | Salvador Botella | València-Conyac Lustau | + 1 min 31 s     |
| 3 | José Serra Gil   | Catalunya-Cacaolat     | + 4 min 57 s     |

### Étape 10. Berga - Barcelone. 170,0 km
|   | Cycliste        | Équipe            | Temps           |
| - | --------------- | ----------------- | --------------- |
| 1 | Marcel Janssens | Belgique          | 4 h 36 min 39 s |
| 2 | Francisco Masip | Barcelone         | + 3 min 38 s    |
| 3 | Miguel Bover    | Palma-Riera Marsà | + 3 min 54 s    |

|   | Cycliste         | Équipe                 | Temps            |
| - | ---------------- | ---------------------- | ---------------- |
| 1 | Salvador Botella | València-Conyac Lustau | 42 h 48 min 21 s |
| 2 | Francisco Masip  | Barcelone              | + 2 min 46 s     |
| 3 | José Serra Gil   | Catalunya-Cacaolat     | + 3 min 16 s     |

## Classement final
| Pos. | Cycliste                  | Équipe                 | Temps            |
| ---- | ------------------------- | ---------------------- | ---------------- |
| 1    | Salvador Botella (ESP)    | València-Conyac Lustau | 42 h 48 min 21 s |
| 2    | Francisco Masip (ESP)     | Barcelone              | + 2 min 46 s     |
| 3    | José Serra Gil (ESP)      | Catalunya-Cacaolat     | + 3 min 16 s     |
| 4    | Antonio Gelabert (ESP)    | Balears-Conyac Decano  | + 5 min 42 s     |
| 5    | Emilio Rodríguez (ESP)    | Galícia-Astúries       | + 7 min 58 s     |
| 6    | Bernardo Ruiz (ESP)       | València-Conyac Lustau | + 8 min 53 s     |
| 7    | Donato Zampini (ITA)      | Italie-Gaggia          | + 9 min 59 s     |
| 8    | Federico Bahamontes (ESP) | Castella               | + 13 min 20 s    |
| 9    | Miguel Bover (ESP)        | Palma-Riera Marsà      | + 14 min 11 s    |
| 10   | Joaquim Filba (ESP)       | Barcelone              | + 19 min 32 s    |

## Classements annexes
| Pos. | Cycliste                  | Équipe             | Points |
| ---- | ------------------------- | ------------------ | ------ |
| 1    | Federico Bahamontes (ESP) | Castella           | 21     |
| 2    | Francisco Masip (ESP)     | Barcelone          | 13     |
| 3    | José Serra Gil (ESP)      | Catalunya-Cacaolat | 11     |

| Pos. | Équipe                | Temps             |
| ---- | --------------------- | ----------------- |
| 1    | Barcelone             | 129 h 46 min 16 s |
| 2    | Balears-Conyac Decano | + 20 min 11 s     |
| 3    | Palma-Riera Marsà     | + 22 min 38 s     |